# Danh sách Công viên cảnh quan ở Ba Lan
Các công viên cảnh quan hàng đầu ở Ba Lan
- Bản đồ của công viên cảnh quan quy mô lớn được lựa chọn ở Ba Lan được đánh dấu màu vàng (màu xanh lá cây, là các công viên quốc gia).

 Theo Đạo luật Bảo vệ Thiên nhiên (Ustawa o o syncie przyrody) ban hành năm 2004, Công viên Cảnh quan (Parki Krajobrazowe) được định nghĩa là "một khu vực được bảo vệ vì các giá trị tự nhiên, lịch sử, văn hóa và danh lam thắng cảnh, nhằm mục đích bảo tồn và phổ biến những giá trị đó trong điều kiện phát triển cân bằng. " 
Các quyết định về việc tạo ra, thanh lý và ranh giới của Công viên Cảnh quan được đưa ra theo nghị quyết của hội đồng tỉnh (voivodeship sejmik). Quyết định tạo ra Công viên Cảnh quan phải được đưa ra trước khi tham khảo ý kiến với hội đồng của bất kỳ gmina nào có liên quan và với Giám đốc Bảo vệ Thiên nhiên Khu vực. Một vùng đệm (otulina) có thể được chỉ định ngoài khu vực của chính Công viên.
Có 121 Công viên Cảnh quan được công nhận trên khắp Ba Lan, có tổng diện tích khoảng 25.000 kilômét vuông (10.000 dặm vuông Anh). Chúng được liệt kê ở đây với tên tiếng Anh và tiếng Ba Lan của chúng và với tên của các voivodeships nơi chúng tọa lạc.
1. Barlinek-Gorzów (Barlinecko-Gorzowski Park Krajobrazowy); Lubusz, West Pomeranian
2. Barycz Valley (Park Krajobrazowy Dolina Baryczy); Greater Poland, Lower Silesian
3. Bielany-Tyniec (Bielańsko-Tyniecki Park Krajobrazowy); Lesser Poland
4. Bóbr Valley (Park Krajobrazowy Doliny Bobru); Lower Silesian
5. Bolimów (Bolimowski Park Krajobrazowy); Łódź, Masovian
6. Brodnica (Brodnicki Park Krajobrazowy); Kuyavian-Pomeranian, Warmian-Masurian
7. Brudzeń (Brudzeński Park Krajobrazowy); Masovian
8. Bug (Nadbużański Park Krajobrazowy); Masovian
9. Bystrzyca Valley (Park Krajobrazowy Dolina Bystrzycy); Lower Silesian
10. Cedynia (Cedyński Park Krajobrazowy); West Pomeranian
11. Chęciny-Kielce (Chęcińsko-Kielecki Park Krajobrazowy); Świętokrzyskie
12. Chełm (Chełmski Park Krajobrazowy); Lublin
13. Chełmno (Chełmiński Park Krajobrazowy); Kuyavian-Pomeranian
14. Chełmy (Park Krajobrazowy Chełmy); Lower Silesian
15. Chłapowski (Park Krajobrazowy im. gen. Dezyderego Chłapowskiego); Greater Poland
16. Chojnów (Chojnowski Park Krajobrazowy); Masovian
17. Ciężkowice-Rożnów (Ciężkowicko-Rożnowski Park Krajobrazowy); Lesser Poland
18. Cisna-Wetlina (Ciśniańsko-Wetliński Park Krajobrazowy); Subcarpathian
19. Cisów-Orłowiny (Cisowsko-Orłowiński Park Krajobrazowy); Świętokrzyskie
20. Coastal (Nadmorski Park Krajobrazowy); Pomeranian
21. Czarnorzeki-Strzyżów (Czarnorzecko-Strzyżowski Park Krajobrazowy); Subcarpathian
22. Dłubnia (Dłubniański Park Krajobrazowy); Lesser Poland
23. Drawsko (Drawski Park Krajobrazowy); West Pomeranian
24. Dylewo Hills (Park Krajobrazowy Wzgórz Dylewskich); Warmian-Masurian
25. Eagle Nests (Park Krajobrazowy Orlich Gniazd); Lesser Poland, Silesian
26. Elbląg Upland (Park Krajobrazowy Wysoczyzny Elbląskiej); Warmian-Masurian
27. Gopło (Greater Poland Voivodship) (Park Krajobrazowy Nadgoplański Park Tysiąclecia); Greater Poland (1)
28. Gopło (Kuyavian-Pomeranian Voivodship) (Park Krajobrazowy Nadgoplański Park Tysiąclecia); Kuyavian-Pomeranian (2)
29. Góra Świętej Anny (Park Krajobrazowy Góra Świętej Anny); Opole
30. Góry Łosiowe (Park Krajobrazowy Góry Łosiowe); Kuyavian-Pomeranian
31. Górzno-Lidzbark (Górznieńsko-Lidzbarski Park Krajobrazowy); Kuyavian-Pomeranian, Masovian, Warmian-Masurian
32. Gostynin-Włocławek (Gostynińsko-Włocławski Park Krajobrazowy); Kuyavian-Pomeranian, Masovian
33. Gryżyna (Gryżyński Park Krajobrazowy); Lubusz
34. Iława Lake District (Park Krajobrazowy Pojezierza Iławskiego); Pomeranian, Warmian-Masurian
35. Ińsko (Iński Park Krajobrazowy); West Pomeranian
36. Janów Forests (Park Krajobrazowy Lasy Janowskie); Lublin, Subcarpathian
37. Jaśliska (Jaśliski Park Krajobrazowy); Subcarpathian
38. Jeleniowska (Jeleniowski Park Krajobrazowy); Świętokrzyskie
39. Jezierzyca Valley (Park Krajobrazowy Dolina Jezierzycy); Lower Silesian
40. Kashubian (Kaszubski Park Krajobrazowy); Pomeranian
41. Kazimierz (Kazimierski Park Krajobrazowy); Lublin
42. Kozienice (Kozienicki Park Krajobrazowy); Masovian
43. Kozłówka (Kozłowiecki Park Krajobrazowy); Lublin
44. Kozubów (Kozubowski Park Krajobrazowy); Świętokrzyskie
45. Krajna (Krajeński Park Krajobrazowy); Kuyavian-Pomeranian
46. Kraków Valleys (Park Krajobrazowy Dolinki Krakowskie); Lesser Poland
47. Krasnobród (Krasnobrodzki Park Krajobrazowy); Lublin
48. Krzczonów (Krzczonowski Park Krajobrazowy); Lublin
49. Krzesin (Krzesiński Park Krajobrazowy); Lubusz
50. Książ (Książański Park Krajobrazowy); Lower Silesian
51. Łagów (Łagowski Park Krajobrazowy); Lubusz
52. Łęczna Lake District (Park Krajobrazowy Pojezierze Łęczyńskie); Lublin
53. Lednica (Lednicki Park Krajobrazowy); Greater Poland
54. Little Beskids (Park Krajobrazowy Beskidu Małego); Lesser Poland, Silesian
55. Łódź Hills (Park Krajobrazowy Wzniesień Łódzkich); Łódź
56. Łomża (Łomżyński Park Krajobrazowy Doliny Narwi); Podlaskie
57. Lower Odra Valley (Park Krajobrazowy Dolina Dolnej Odry); West Pomeranian
58. Masovian (Mazowiecki Park Krajobrazowy); Masovian
59. Masurian (Mazurski Park Krajobrazowy); Warmian-Masurian
60. Muskau Bend (Park Krajobrazowy Łuk Mużakowa); Lubusz
61. Nida (Nadnidziański Park Krajobrazowy); Świętokrzyskie
62. Opawskie Mountains (Park Krajobrazowy Gór Opawskich); Opole
63. Owl Mountains (Park Krajobrazowy Gór Sowich); Lower Silesian
64. Pasmo Brzanki (Park Krajobrazowy Pasma Brzanki); Lesser Poland, Subcarpathian
65. Podlasie Bug Gorge (Park Krajobrazowy Podlaski Przełom Bugu); Lublin, Masovian
66. Pogórze Przemyskie (Park Krajobrazowy Pogórze Przemyskie); Subcarpathian
67. Polesie (Poleski Park Krajobrazowy); Lublin
68. Poprad (Popradzki Park Krajobrazowy); Lesser Poland
69. Powidz (Powidzki Park Krajobrazowy); Greater Poland
70. Promno (Park Krajobrazowy Promno); Greater Poland
71. Przedbórz (Przedborski Park Krajobrazowy); Łódź, Świętokrzyskie
72. Przemęt (Przemęcki Park Krajobrazowy); Greater Poland, Lubusz
73. Przemków (Przemkowski Park Krajobrazowy); Lower Silesian
74. Pszczew (Pszczewski Park Krajobrazowy); Greater Poland, Lubusz
75. Knyszyń Forest (Park Krajobrazowy Puszczy Knyszyńskiej); Podlaskie
76. Puszcza Romincka (Park Krajobrazowy Puszczy Rominckiej); Warmian-Masurian
77. Puszcza Solska (Park Krajobrazowy Puszczy Solskiej); Lublin, Subcarpathian
78. Puszcza Zielonka (Park Krajobrazowy Puszcza Zielonka); Greater Poland
79. Rogalin (Rogaliński Park Krajobrazowy); Greater Poland
80. Rudawy (Rudawski Park Krajobrazowy); Lower Silesian
81. Rudno (Rudniański Park Krajobrazowy); Lesser Poland
82. Rudy (Park Krajobrazowy Cysterskie Kompozycje Krajobrazowe Rud Wielkich); Silesian
83. San Valley (Park Krajobrazowy Doliny Sanu); Subcarpathian
84. Sieradowice (Sieradowicki Park Krajobrazowy); Świętokrzyskie
85. Sieraków (Sierakowski Park Krajobrazowy); Greater Poland
86. Silesian Beskids (Park Krajobrazowy Beskidu Śląskiego); Silesian
87. Skierbieszów (Skierbieszowski Park Krajobrazowy); Lublin
88. Ślęża (Ślężański Park Krajobrazowy); Lower Silesian
89. Słonne Mountains (Park Krajobrazowy Gór Słonnych); Subcarpathian
90. Słupia Valley (Park Krajobrazowy Dolina Słupi); Pomeranian
91. Śnieżnik (Śnieżnicki Park Krajobrazowy); Lower Silesian
92. Sobibór (Sobiborski Park Krajobrazowy); Lublin
93. South Roztocze (Południoworoztoczański Park Krajobrazowy); Lublin, Subcarpathian
94. Spała (Spalski Park Krajobrazowy); Łódź
95. Stawki (Park Krajobrazowy Stawki); Silesian
96. Stobrawa (Stobrawski Park Krajobrazowy); Opole
97. Strzelce (Strzelecki Park Krajobrazowy); Lublin
98. Suchedniów-Oblęgorek (Suchedniowsko-Oblęgorski Park Krajobrazowy); Świętokrzyskie
99. Sudety Wałbrzyskie (Park Krajobrazowy Sudetów Wałbrzyskich); Lower Silesian
100. Sulejów (Sulejowski Park Krajobrazowy); Łódź
101. Suwałki (Suwalski Park Krajobrazowy); Podlaskie
102. Szaniec (Szaniecki Park Krajobrazowy); Świętokrzyskie
103. Szczebrzeszyn (Szczebrzeszyński Park Krajobrazowy); Lublin
104. Szczecin (Szczeciński Park Krajobrazowy "Puszcza Bukowa"); West Pomeranian
105. Tenczynek (Tenczyński Park Krajobrazowy); Lesser Poland
106. Tricity (Trójmiejski Park Krajobrazowy); Pomeranian
107. Tuchola (Tucholski Park Krajobrazowy); Kuyavian-Pomeranian, Pomeranian
108. Ujście Warty (Park Krajobrazowy Ujście Warty); West Pomeranian
109. Upper Liswarta Forests (Park Krajobrazowy Lasy nad Górną Liswartą); Silesian
110. Vistula (Nadwiślański Park Krajobrazowy); Kuyavian-Pomeranian
111. Vistula Spit (Park Krajobrazowy Mierzeja Wiślana); Pomeranian
112. Warta (Nadwarciański Park Krajobrazowy); Greater Poland
113. Warta-Widawka (Park Krajobrazowy Międzyrzecza Warty i Widawki); Łódź
114. Wda (Wdecki Park Krajobrazowy); Kuyavian-Pomeranian
115. Wdzydze (Wdzydzki Park Krajobrazowy); Pomeranian
116. Wel (Welski Park Krajobrazowy); Warmian-Masurian
117. Wieprz (Nadwieprzański Park Krajobrazowy); Lublin
118. Wiśnicz-Lipnica (Wiśnicko-Lipnicki Park Krajobrazowy); Lesser Poland
119. Wrzelowiec (Wrzelowiecki Park Krajobrazowy); Lublin
120. Zaborski (Zaborski Park Krajobrazowy); Pomeranian
121. Załęcze (Załęczański Park Krajobrazowy); Łódź, Silesian
122. Żerków-Czeszewo (Żerkowsko-Czeszewski Park Krajobrazowy); Greater Poland
123. Żywiec (Żywiecki Park Krajobrazowy); Silesian